# Крофорд (округ, Арканзас)
Кро́форд (англ. Crawford County) — округ, расположенный в штате Арканзас, США с населением в 53 247 человек по статистическим данным переписи 2008 года. Столица округа находится в городе Ван-Бьюрен.
Округ Крофорд был образован 18 октября 1820 года и получил своё название в честь 9-го Военного министра США Уильяма Харриса Крофорда (Кроуфорда).
В округе действует запрет на оборот алкогольной продукции, поэтому Крофорд входит в список так называемых «сухих» округов страны.

## География
По данным Бюро переписи населения США округ Крофорд имеет общую площадь в 1564 квадратных километра, из которых 1541 кв. километр занимает земля и 23 кв. километра — вода. Площадь водных ресурсов округа составляет от всей его площади.

### Соседние округа
- Вашингтон — север
- Мадисон — северо-восток
- Франклин — восток
- Себасчан — юг
- Ле-Флор (Оклахома) — юго-запад
- Секвойя (Оклахома) — запад
- Адэр — северо-запад

## Демография
По данным переписи населения 2008 года в округе Крофорд проживало 53 247 человек, 15 150 семей, насчитывалось 19 702 домашних хозяйства и 21 315 жилых домов. Средняя плотность населения составляла 2 человека на один квадратный километр. Расовый состав округа по данным переписи распределился следующим образом: 92,19 % белых, 0,87 % чёрных или афроамериканцев, 2,01 % коренных американцев, 1,19 % азиатов, 0,02 % выходцев с тихоокеанских островов, 2,24 % смешанных рас, 1,48 % — других народностей. Испано- и латиноамериканцы составили 3,27 % от всех жителей округа.
Из 19 702 домашних хозяйств в 37,50 % — воспитывали детей в возрасте до 18 лет, 62,20 % представляли собой совместно проживающие супружеские пары, в 10,90 % семей женщины проживали без мужей, 23,10 % не имели семей. 20,00 % от общего числа семей на момент переписи жили самостоятельно, при этом 8,20 % составили одинокие пожилые люди в возрасте 65 лет и старше. Средний размер домашнего хозяйства составил 2,68 человека, а средний размер семьи — 3,07 человека.
Население округа по возрастному диапазону по данным переписи 2000 года распределилось следующим образом: 28,20 % — жители младше 18 лет, 8,40 % — между 18 и 24 годами, 29,30 % — от 25 до 44 лет, 22,80 % — от 45 до 64 лет и 11,30 % — в возрасте 65 лет и старше. Средний возраст жителей округа составил 35 лет. На каждые 100 женщин в округе приходилось 97,70 мужчины, при этом на каждых сто женщин 18 лет и старше приходилось 94,20 мужчины также старше 18 лет.
Средний доход на одно домашнее хозяйство в округе составил 32 871 доллар США, а средний доход на одну семью в округе — 36 741 доллар. При этом мужчины имели средний доход в 29 581 доллар США в год против 20 352 долларов США среднегодового дохода у женщин. Доход на душу населения в округе составил 15 015 долларов США в год. 10,90 % от всего числа семей в округе и 14,20 % от всей численности населения находилось на момент переписи населения за чертой бедности, при этом 19,30 % из них были моложе 18 лет и 13,70 % — в возрасте 65 лет и старше.

## Главные автодороги
- I-40
- I-540
- US 64
- US 71
- AR 59
- AR 60

## Населённые пункты
- Алма
- Ван-Бьюрен
- Дайер
- Дора
- Киблер
- Малберри
- Маунтинберг
- Руди
- Сидарвилл
- Честер